# Bruce Baumgartner
Bruce Robert Baumgartner, (* 2. listopadu 1960 v Haledonu, New Jersey, Spojené státy americké) je bývalý americký zápasník – volnostylař, dvojnásobný olympijský vítěz z let 1984 a 1992 a čtyřnásobný olympijský medailista.

## Sportovní kariéra
Volnému stylu se začal věnovat na Manchesterské střední škole v rodném Halendonu a později pokračoval v tréninku na univerzitě v Terre Haute ve státě Indiana. V roce 1980 se poprvé dostal do americké seniorské reprezentace a byl náhrádníkem pro olympijské hry v Moskvě, které nakonec Spojené státy americké bojkotovali. V roce 1982 na indianské univerzitě promoval s bakalářským titulem a v témže roce poprvé startoval na mistrovství světa v Edmontonu. V roce 1984 se připravoval individuálně na olympijské hry v Los Angeles jako asistent trenéra univerzitního týmu v Edinboro v Pensylvánii. Olympijských her v Los Angeles se neúčastnily země Východního bloku a volnostylařskou supertěžkou váhu tento bojkot vážně poznamenal. Bez větších potíží postoupil do finále, ve kterém porazil Kanaďana Boba Molleho a získal zlatou olympijskou medaili.
V roce 1986 se jako první Američan stal mistrem světa v nejtěžší váhové kategorii. V roce 1988 startoval na olympijských hrách v Soulu a bez porážky v základní skupině A postoupil do finále, ve kterém se utkal se Sovětem Davitem Gobedžišvilim. Vyrovnaný zápas rozhodla aktuální lepší Gobedžišviliho forma. Po porážce získal stříbrnou olympijskou medaili.
V roce 1992 odjížděl na olympijské hry v Barceloně v životní formě. Z náročné skupiny B postoupil bez porážky přímo do finále, navíc ve třetím kole vrátil porážku ze Soulu Davitu Gobedžišvilimu. Jeho finálový soupeř Kanaďan Jeff Thue těžil z příznivého losu a ve finále mu nebyl soupeřem. Po jednoznačném vítězství získal druhou zlatou olympijskou medaili.
V roce 1996 startoval na svých čtvrtých olympijských hrách v Atlantě. V domácím prostředí však nezvládl tlak velkého favorita a ve druhém kole prohrál s Rusem Andrejem Šumilinem. V opravách se však dokázal koncentrovat a postoupil do boje o třetí místo, ve kterém se opět utkal s Rusem Šumilinem. V opakovaném zápase opět prohrával, ale hnán domácím prostředím dokázal pár sekund před koncem srovnat skóre. Majitele bronzové medaile tak museli určit rozhodčí a ti se tradičně přiklonili na stranu domácího zápasníka. Získal poslední olympijskou medaili, která mu ve sbírce chyběla, bronzovou. Sportovní kariéru ukončil koncem roku 1997. Věnuje se trenérské a podnikatelské činnosti. Žije v Edinboro.

## Výsledky
| Turnaj            | 1982            | 1983            | 1984            | 1985            | 1986            | 1987            | 1988            | 1989            | 1990            | 1991            | 1992            | 1993            | 1994            | 1995            | 1996            |
| Turnaj            | 22              | 23              | 24              | 25              | 26              | 27              | 28              | 29              | 30              | 31              | 32              | 33              | 34              | 35              | 36              |
| Turnaj            | supertěžká váha | supertěžká váha | supertěžká váha | supertěžká váha | supertěžká váha | supertěžká váha | supertěžká váha | supertěžká váha | supertěžká váha | supertěžká váha | supertěžká váha | supertěžká váha | supertěžká váha | supertěžká váha | supertěžká váha |
| ----------------- | --------------- | --------------- | --------------- | --------------- | --------------- | --------------- | --------------- | --------------- | --------------- | --------------- | --------------- | --------------- | --------------- | --------------- | --------------- |
| Olympijské hry    |                 |                 | 1.              |                 |                 |                 | 2.              |                 |                 |                 | 1.              |                 |                 |                 | 3.              |
| Mistrovství světa | 7.              | 3.              |                 | 3.              | 1.              | 3.              |                 | 2.              | 2.              | 7.              |                 | 1.              | 2.              | 1.              |                 |